# Светлая Заря (Тверская область)
Светлая Заря — деревня в Спировском муниципальном округе Тверской области России. До 2021 года входила в состав ныне упразднённого Козловского сельского поселения.

## География
Деревня находится в центральной части Тверской области, в зоне хвойно-широколиственных лесов, в пределах Вышневолоцкой зандровой низины, при автодороге 28Н-1560, на расстоянии примерно 46 километров (по прямой) к северо-востоку от Спирова, административного центра округа.

### Климат
Климат характеризуется как умеренно континентальный. Среднегодовая температура воздуха — 3,5 °C. Средняя температура воздуха самого холодного месяца (января) — −10,3 °C (абсолютный минимум — −49 °C), средняя температура самого тёплого (июля) — 17,4 °С (абсолютный максимум — 35 °С). Годовое количество атмосферных осадков составляет 575—600 мм, из которых большая часть выпадает в тёплый период. Среднегодовая скорость ветра — 4,5 м/с, варьирует от 5,3 м/с в ноябре до 3,4 м/с в августе.

### Часовой пояс
Деревня Светлая Заря, как и вся Тверская область, находится в часовой зоне МСК (московское время). Смещение применяемого времени относительно UTC составляет +3:00.

## Население
| 2010 |
| ---- |
| 0    |

### Национальный состав
Согласно результатам переписи 2002 года, в национальной структуре населения русские составляли 100 % из 2 чел.